# Condado de Loudon
O Condado de Loudon é um dos 95 condados do Estado americano do Tennessee. A sede do condado é Loudon, e sua maior cidade é Loudon. O condado possui uma área de 641 km² (dos quais 48 km² estão cobertos por água), uma população de 39 086 habitantes, e uma densidade populacional de 66 hab/km² (segundo o censo nacional de 2000). O condado foi fundado em 27 de maio de 1870.